# Ultimatum
Ett ultimatum (latin för den sista) är ett krav som lämnas med en viss tidsfrist utan intention att förhandla. Inom diplomatin är det vanligtvis det slutgiltiga kravet som lämnas av en stat eller annan aktör innan man fullföljer tidigare hot, ofta hot om krig, och brukar därför vara oeftergivligt. Det kan också förekomma inom exempelvis arbetstvister och föregår där nyttjande av parternas yttersta medel, dvs strejk respektive lockout.